# بات هولتون
بات هولتون (بالإنجليزية: Pat Holton)‏ هو لاعب كرة قدم بريطاني في مركز ظهير ‏، ولد في 23 ديسمبر 1935 في هميلتون في المملكة المتحدة، وتوفي بنفس المكان في 19 ديسمبر 2014. لعب مع تشيلسي وسانت جونستون ونادي ساوثيند يونايتد ونادي ماذرويل وهاميلتون أكاديميكال.